# Kambodzsa javasolt világörökségi helyszínei
Kambodzsa területéről eddig négy helyszín került fel a világörökségi listára,  hét helyszín a javaslati listán várakozik a felvételre.
| Név                      | Kép | Típus      | Kritérium   | Év   | Hiv |
| ------------------------ | --- | ---------- | ----------- | ---- | --- |
| Angkor Borei és Phnom Da |     | kulturális | I, II, IV   | 2020 |     |
| Bantej Csmar             |     | kulturális | II, III, IV | 2020 |     |
| Beng Malea               |     | kulturális | II, IV      | 2020 |     |
| Oudong                   |     | kulturális | II, IV      | 2020 |     |
| Phnom Kulen              |     | kulturális | II, IV, V   | 2020 |     |
| Tuol Szleng és Csoeng Ek |     | kulturális | III, IV, VI | 2020 |     |
| Prah Khan Kompong Svai   |     | kulturális | II          | 2020 |     |